# Megmannsdorf
Megmannsdorf ist ein Kirchdorf und Ortsteil des Marktes Altmannstein im oberbayerischen Landkreis Eichstätt.

## Lage
Der Ort liegt auf der Hochfläche der südlichen Frankenalb östlich von Denkendorf und der Bundesautobahn A 9 und westlich der Bundesstraße 299. Von Pondorf aus führt eine Ortsverbindungsstraße nach Megmannsdorf und weiter nach Breitenhill.

## Ortsnamendeutung
Karl Kugler deutet den Ortsnamen als Dorf des Megman, „d. h. mächtigen Mannes, von megan, groß, mächtig.“

## Geschichte
Erstmals findet sich Megmannsdorf als Meginestorf 1136/1137 in der Gründungsurkunde des Regensburger Bischofs Heinrich I. für die Augustinerchorherrenpropstei Schamhaupten. Im Jahr 1382 wurde ein Ortsadeliger Seyboth von Megmannsdorf genannt. 1554 kam die heruntergekommene Propstei Schamhaupten und damit Megmannsdorf unter weltliche Verwaltung; 1606/09 erhielt unter dem Bayernherzog Maximilian I. mit Bewilligung von Papst Paul V. die Universität Ingolstadt die Propsteieinkünfte.
Ein amtliches Ortsverzeichnis schilderte 1875 das Dorf des Bezirksamtes Hemau im Regierungsbezirk Oberpfalz folgendermaßen: „D[orf], z[ur] k[atholischen] Pf[arrei] u. Schule Pondorf 2,0 Kil[ometer], z[ur] Post Sandersdorf 6,0 Kil[ometer], 80 Einw[ohner], 70 Geb[äude], 15 P[ferde], 73 Rv.[Stück Rindvieh].“ Um 1900 hatte das Dorf 15 Wohngebäude.
Nach 1927 kam Megmannsdorf zur Gemeinde Breitenhill, die am 1. April 1949 wieder nach Winden eingemeindet wurde. Im Jahr 1969 erfolgte eine Flurbereinigung. Mit der Gemeindegebietsreform, die am 1. Juli 1972 in Kraft trat, kam die Gemeinde Winden und damit auch Megmannsdorf aus dem gleichzeitig aufgelösten oberpfälzischen Landkreis Riedenburg in den ehemals mittelfränkischen, nunmehr oberbayerischen Landkreis Eichstätt. Schließlich gliederte sich die Gemeinde Winden zum 1. Juli 1977 in den Markt Altmannstein ein.
1983 gab es im Ort drei landwirtschaftliche Vollerwerbs- und 13 Nebenerwerbsbetriebe sowie ein Gasthaus; die Flurbereinigung war 1969 zum Abschluss gebracht worden. 1987 bestand das Kirchdorf aus 17 Gebäuden mit insgesamt 19 Wohnungen. 2011 wurden Straßennamen eingeführt; seitdem heißt die meist befahrene Ortsstraße „Jurahöhe“.

## Einwohnerentwicklung
| Jahr      | 1860 | 1900 | 1912 | 1925 | 1961 | 1973 | 1987 | 2007 |
| --------- | ---- | ---- | ---- | ---- | ---- | ---- | ---- | ---- |
| Einwohner | 074  | 084  | 109  | 083  | 079  | 092  | 081  | 092  |

## Bauwerke

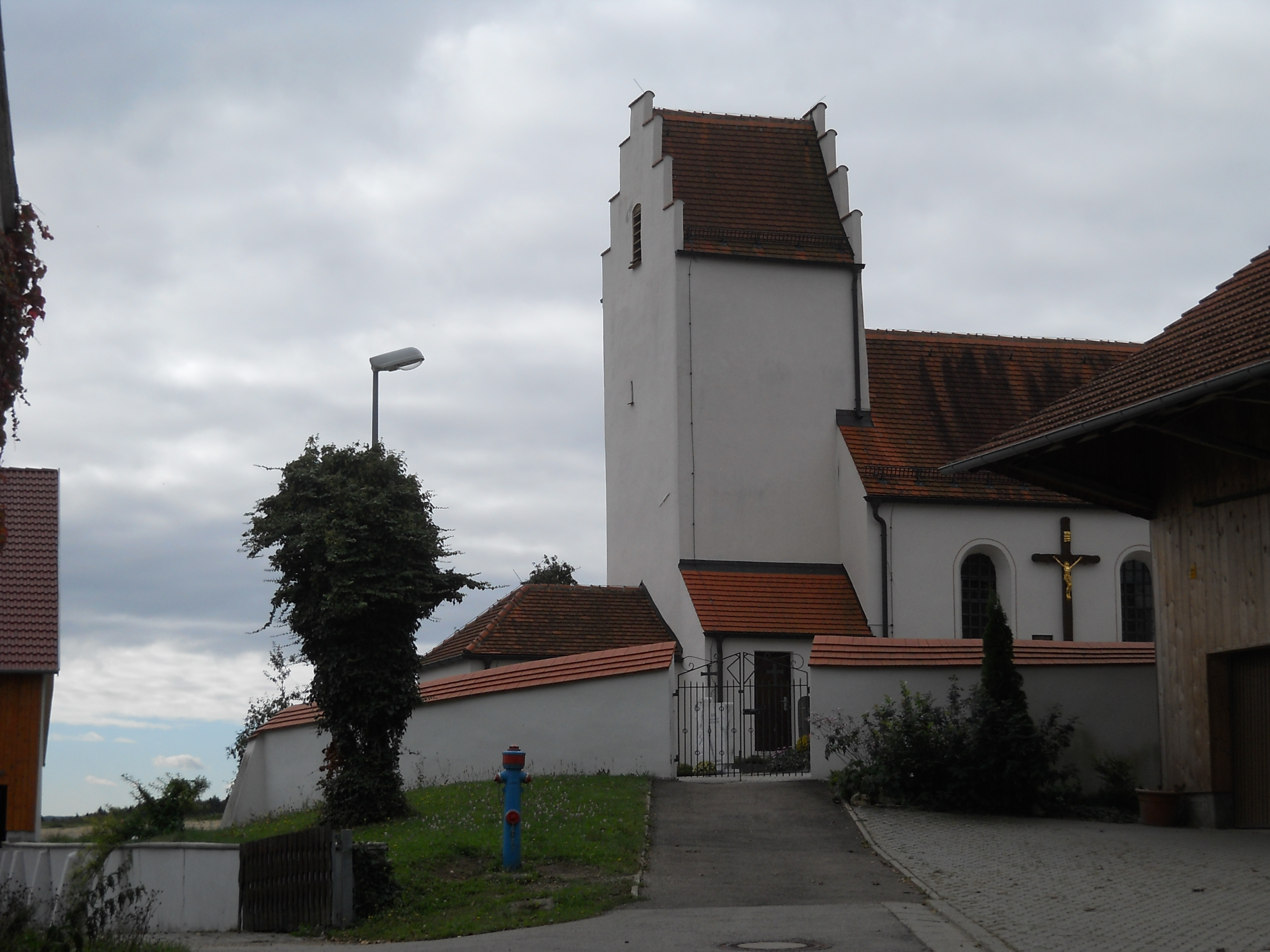
Filialkirche St. Johannes Baptist

Katholische Filialkirche St. Johannes Baptist
Die von einer Friedhofsmauer umgebene Chorturmkirche mit westlichem Vorzeichen steht am Südrand des Dorfes. Sie stammt aus der Zeit der Romanik; die Reste eines romanischen Eingangs sind zu erkennen. Um 1700 wurde die mittelalterliche Kirche durch umfassenden Umbau barockisiert. Das Hochaltarblatt zeigt die Taufe Jesu durch Johannes. Über dem Chorbogen ist als Holzplastik eine Türkenkopfmadonna des 15. Jahrhunderts angebracht. Die Marienfigur am linken Seitenaltar, stammt vom Ende des 15. Jahrhunderts. Am rechten Seitenaltar steht eine Holzplastik des Kirchenpatrons aus dem 16. Jahrhundert. Der Kirchturm hat einen Treppengiebel mit Satteldach; die beiden Glocken wurden 1950 von Johann Hahn in Landshut gegossen. Eine ältere Glocke stammte von 1751 von Christian Felix in Ingolstadt. Der Sage nach wurden die Glocken des Kirchleins im Dreißigjährigen Krieg im sogenannten Roten Brunnen versenkt, um sie vor der Zerstörung zu retten.
In der Kirche feierte am 8. Juli 1954 der aus dem Ort stammende Johann Hundsdorfer (* 22. April 1928 in Megmannsdorf; † 12. Dezember 2008 in Pförring), ab 1982 Pfarrer und Bischöflicher Geistlicher Rat in Oberdolling, seine Primiz. 2004 widmete er „Für die in Megmannsdorf Geborenen und in der Fremde Verstorbenen, und für die in den beiden Weltkriegen Gefallenen und Vermissten“ ein an der Kirche stehendes Metallkreuz mit dem Bildnis seines Namenspatrons.

## Vereine
- Freiwillige Feuerwehr Megmannsdorf (Fahnenweihe am 11. Juni 1973), einziger Verein am Ort.[21]

## Touristisches
Durch Megmannsdorf führt der 170 bzw. 155 km lange Radwanderweg Via Raetica, der dabei der historischen Via Raetia folgt.
Durch den Ort führt außerdem der Deutsche Limes-Radweg. Dieser  folgt dem Obergermanisch-Raetischen Limes über 818 km von Bad Hönningen am Rhein nach Regensburg an der Donau.